# H. Warner Munn

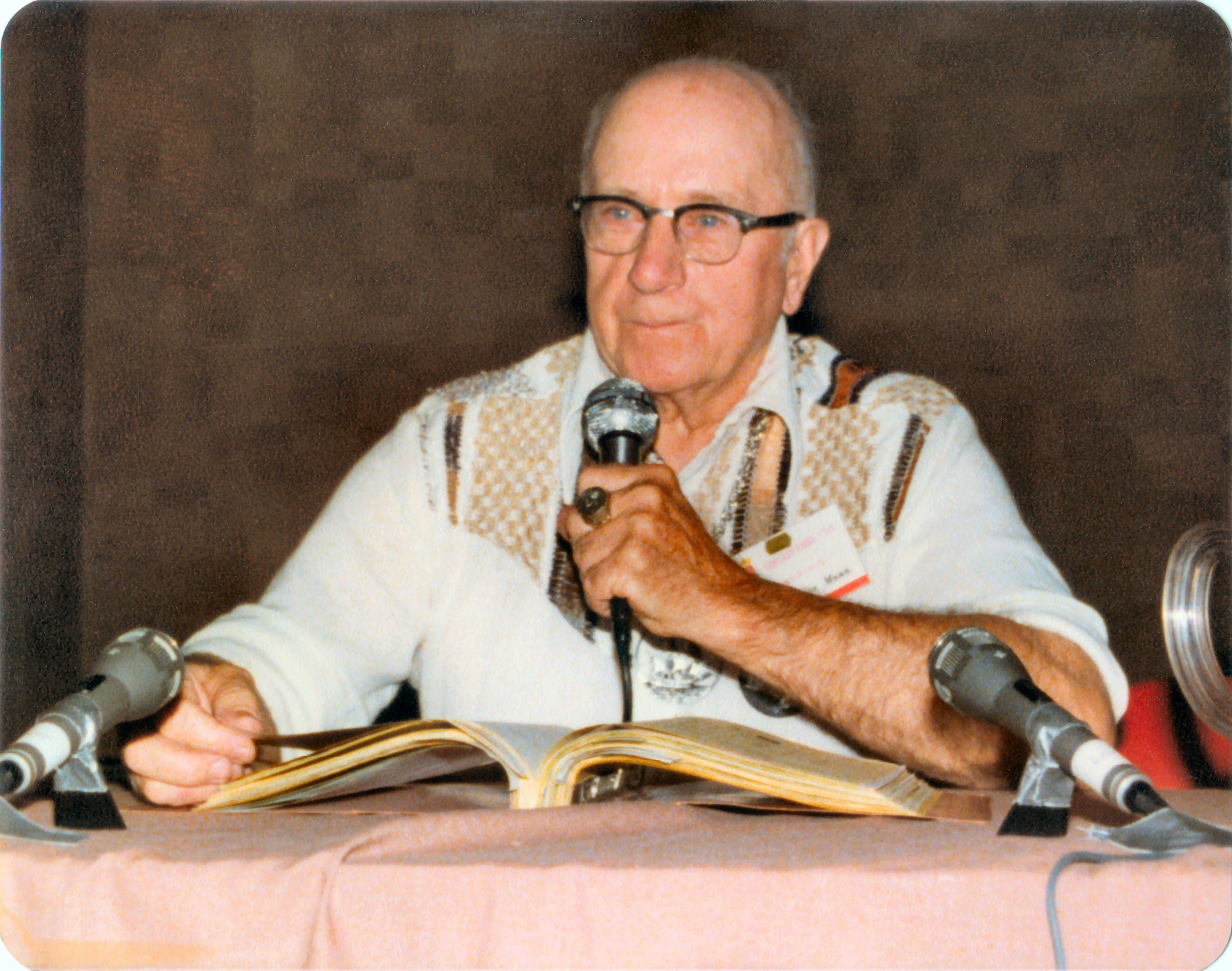
H. Warner Munn 1978

Harold Warner Munn (geboren am 5. November 1903 in Athol, Massachusetts; gestorben am 10. Januar 1981 in Tacoma, Washington) war ein amerikanischer Autor von Fantasy- und Horrorliteratur.

## Leben
Munns Eltern waren der Maler Edward Emerson Munn und die Musikerin Jessica Anne, geborene Lemon. Da er seine Mutter verlor, als er zwei Jahre alt war, wuchs er bei der Großmutter auf, einer Klavierlehrerin und Künstlerin, die mit Jules Verne und H. G. Wells korrespondierte und dem Knaben Munn den Sinn für das Wunderbare zu vermitteln wusste. Munn war schon früh ein gieriger Leser und will mit sieben Jahren über 100 Bücher gelesen haben, darunter neben der Bibel auch Titel wie Burtons Anatomie der Melancholie und Hugos Die Elenden, wobei Munn sich selbst fragt, was der Knabe diesen Büchern wohl abgewinnen konnte.
Nach dem Besuch der High School in Athol arbeitete Munn in verschiedenen Berufen, unter anderem als Vertreter, Arbeiter in einem Sägewerk und auf einem Flussboot auf dem Hudson. 1930 heiratete er Malvena Ruth Beaudoin. Er hatte mit ihr zusammen vier Söhne (geboren 1930, 1936, 1942 und 1947).
Ein eifriger Leser – und Sammler – der Pulp-Magazine und insbesondere von Weird Tales, griff Munn eine Anregung Lovecrafts in den dortigen Leserbriefseiten auf, doch einmal eine Werwolfgeschichte aus der Perspektive des Werwolfs zu erzählen. Das Resultat war die Erzählung The Werewolf of Ponkert, welche dann im Februar 1925 in Weird Tales erschien und eine Reihe von Fortsetzungen fand, in denen die Geschichte des Werwolfs und seiner Nachkommen zu einer düsteren Familiensaga ausgebaut wird. Durch die Jahrhunderte vom Fluch des Werwolfblutes verfolgt, müssen die Mitglieder des Werwolfclans sich zudem mit einer düsteren, an Charles Robert Maturins Melmoth erinnernden Gestalt sich auseinandersetzen. Die Werwolferzählungen erschienen 1979 und 1980 als Tales of the Werewolf Clan in zwei Bänden gesammelt.
Das Ende der Herausgeberschaft von Farnsworth Wright bei Weird Tales und die Einstellung von Unknown markierte den Beginn einer längeren Pause in Munns Produktivität, zudem war er gezwungen, für die materielle Sicherheit seiner wachsenden Familie zu sorgen. Es sollte fast dreißig Jahre dauern, bis der Fantasy-Roman King of the World’s Edge, der in Fortsetzungen in Weird Tales erschienen war, schließlich zur Trilogie fortgesetzt wurde. 1965 begann er zu seinem Vergnügen ein episches Gedicht über das Leben der Johanna von Orleans zu schreiben, das 1975 unter dem Titel The Banner of Joan veröffentlicht wurde, und ab 1967 erschienen weitere Erzählungen Munns und auch der Werwolf-Zyklus wurde noch einmal fortgesetzt. Merlin’s Ring, der dritte Band der Merlin’s Godson-Trilogie, der als Munns Hauptwerk gelten kann, erschien 1974. 1979 schließlich erschien der historische Roman The Lost Legion.
1980 und 1981 wurde er bei den Balrog Awards als bester Dichter ausgezeichnet.
1981 ist Munn im Alter von 77 Jahren verstorben.

## Bibliografie
Die Serien sind nach dem Erscheinungsjahr des ersten Teils geordnet.
Tales of the Werewolf Clan (Kurzgeschichten)
- The Werewolf of Ponkert (1925)
  - Deutsch: Der Werwolf von Ponkert. Übersetzt von Lore Straßl. In: Kurt Singer (Hrsg.): Eiskalt ist die Totenhand. Pabel (Vampir Taschenbuch #16), 1974. Auch als: Der Werwolf von Ponkert. Übersetzt von Annegret Groß-Hermanns. In: Carl Dreadstone: Der Wolfsmensch. Pabel (Vampir Taschenbuch #69), 1979.
- The Return of the Master (1927)
- The Werewolf’s Daughter (1928)
- The Master Strikes (1930)
- The Master Fights (1930)
- The Master Has a Narrow Escape (1931)
- The Werewolf of Ponkert (1958, Sammlung)
- Tales of the Werewolf Clan, Volume I: In the Tomb of the Bishop (1979, Sammlung)
- Tales of the Werewolf Clan, Volume II: The Master Goes Home (1980, Sammlung)
- In the Hulks (1980)
- In Regard to the Opening of Doors (1980)
- The Transients (1980)
- Tales of the Werewolf Clan (2015, Sammlung)

Ten Tales of the Werewolf Clan (Kurzgeschichten):
- 1 The Cat Organ (1976)
- 2 Hau! Hau! Huguenots! (1976)
- 3 The Wreck of the Santa Ysabel (1976)
- 4 The Bug-Wolves of Castle Manglana (1976)
- 5 In the Tomb of the Bishop (1976)
- 6 The Leather Cannon (1977)
- 7 Achsah Young — of Windsor (1977)
- 8 The Master Meets a Worthy Foe (1977)
- 9 The Diary (1977)
- 10 The Master Goes Home (1977)

Merlin’s Godson (Romantrilogie)
- 1 King of the World’s Edge (1939, 1966)
  - Deutsch: Ein König am Rande der Welt. Übersetzt von Joachim Pente. Heyne SF&F #3696, 1980, ISBN 3-453-30616-3.
- 2 The Ship from Atlantis (1967)
  - Deutsch: Das Schiff von Atlantis. Übersetzt von Joachim Pente. Heyne SF&F #3741, 1980, ISBN 3-453-30644-9.
- 3 Merlin’s Ring (1974)
  - Deutsch: Merlins Ring. Übersetzt von Joachim Pente. Heyne SF&F #3826, 1981, ISBN 3-453-30728-3.
- Merlin’s Godson (1976, Sammelausgabe von 1 und 2)

Harold Lamont (Kurzgeschichten)
- The Merlin Stone (1977)
- The Stairway in the Sea (1978)
- Wanderers of the Waters (1981)

Roman
- The Lost Legion (1980)

Gedichtsammlungen
- Christmas Comes to Little House (1974)
- The Banner of Joan (1975, Epos)
- Twenty Five Poems (1975)
- Seasons Greetings with Spooky Stuff (1976)
- To All Amis (1976)
- There was a Man (1977)
- The Pioneers (Part One) (1977)
- In Regard to the Opening of Doors (1979)
- Dawn Woman (1979)
- Fairy Gold (1979)
- Of Life and Love and Loneliness (1979)
- The Book of Munn: or A Recipe for Roast Camel (1979)

Kurzgeschichten
- The City of Spiders (1926)
- The Green Porcelain Dog (1927)
- The Chain (1928)
- The Wheel (1933)
- A Sprig of Rosemary (1933)
- Dreams May Come (1939)
- Out of the Night (1968)
- Return of the Spy (1969)
- The Beautiful Morning (1971)
- Deposition at Rouen (1973)
- The Black Captain (1975)
- Sharan and Sharanna (1975)
- I Want a Girl (1977)
- The Monster & The Saint (1977)
- The Well (1977)
- The De Pertriche Ring (1979)
- The Caves of Stygia (1997, Kapitel 15 in Ghor, Kin-Slayer, einer gemeinschaftlichen Fertigstellung einer unvollendeten Geschichte von Robert E. Howard)